# 크리스티안 툴레센 달

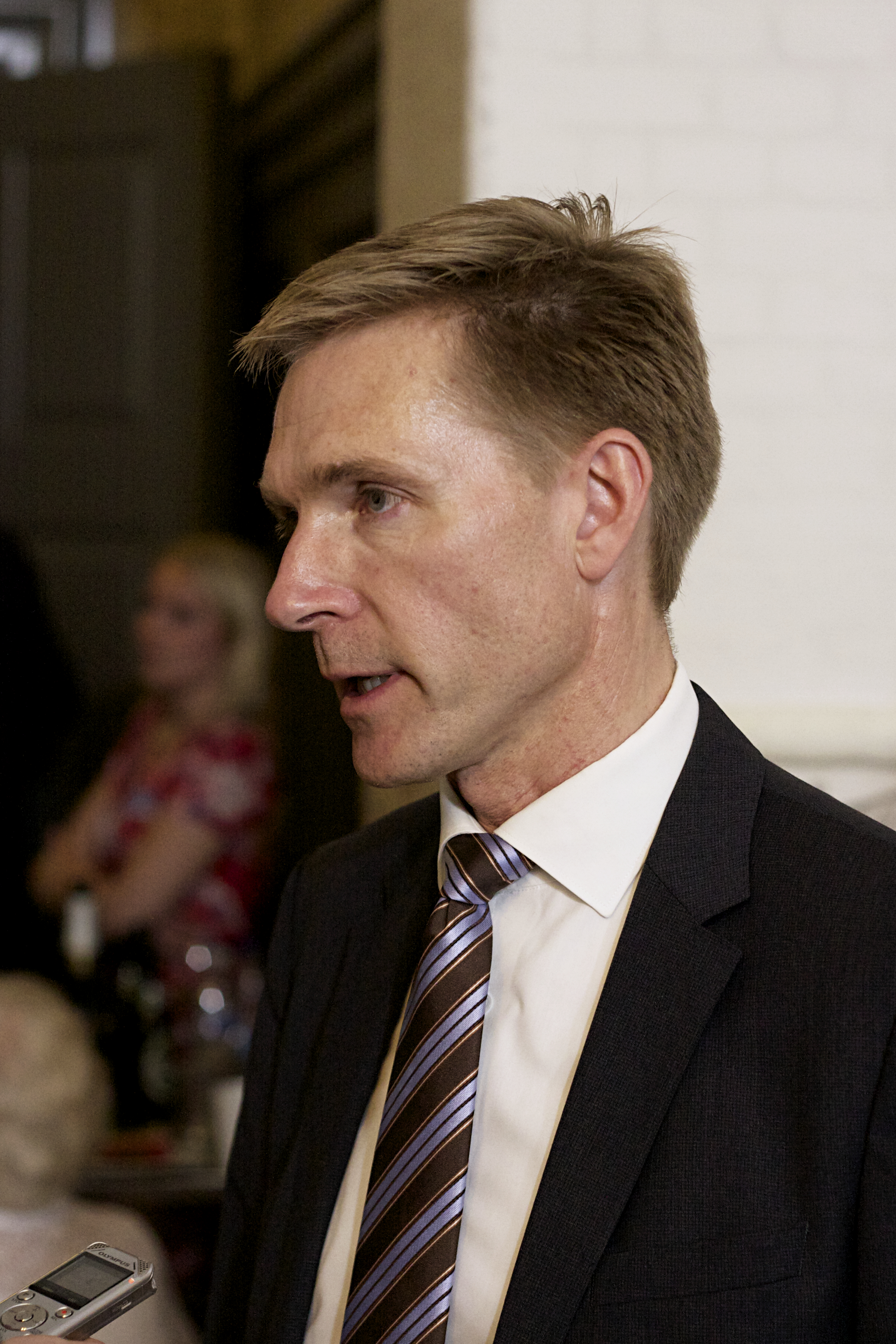
크리스티안 툴레센 달

크리스티안 툴레센 달(덴마크어: Kristian Thulesen Dahl, 1969년 7월 30일 브레디스루프 ~ )은 덴마크의 정치인으로 국민보수주의, 우익 포퓰리즘 정당인 덴마크 인민당(덴마크어: Dansk Folkeparti)의 당수이다.